# Oliver Alaluukas

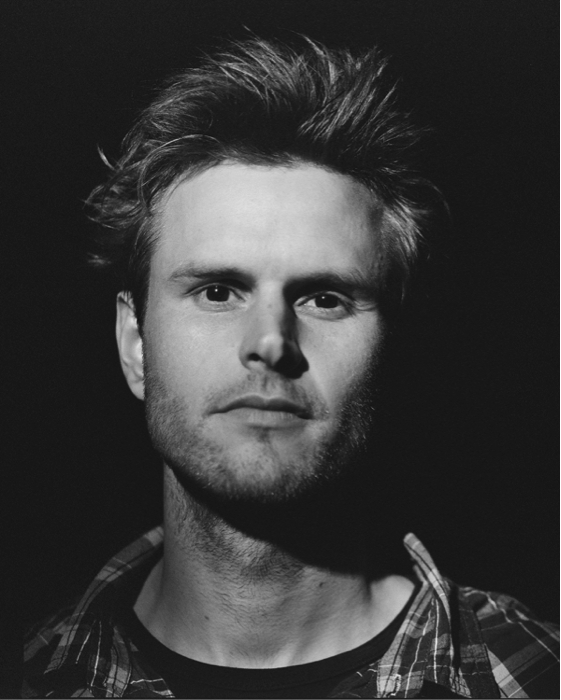
Oliver Alaluukas

Oliver Alaluukas, auch Oliver Alexander Alaluukas oder Alexander Alaluukas, (* 11. Mai 1984 in München) ist ein deutscher Regisseur und Drehbuchautor.

## Leben
Oliver Alaluukas arbeitete von 2002 bis 2008 als Schauspieler an einem Münchner Off-Theater. Sein Film Der Postbote wurde auf dem Internationalen Kurzfilm-Festival Hamburg, dem Kurzfilmfestival Ahoi, dem Dam Short Film Festival, der Regensburger Kurzfilmwoche und dem Internationalen Filmfest Braunschweig gezeigt. Sein Experimentalfilm Three uses of a knife erhielt eine Lobende Erwähnung beim Deutschen Kamerapreis im Wettbewerb 3030.
Seit 2012 studiert Oliver Alaluukas an der Filmuniversität Babelsberg Konrad Wolf. Sein Zweitjahresfilm Präsenzlücke wurde für den Deutschen Wettbewerb des 36. Max Ophüls Preis nominiert. Seine Abschlussarbeit an der Filmuniversität Babelsberg Konrad Wolf, der Spielfilm Rakete Perelman, hatte 2017 Premiere bei der 38. Ausgabe des Filmfestivals Max Ophüls Preis und war für den gleichnamigen Preis nominiert.

## Filmografie (Auswahl)
- 2013: Der Postbote (Kurzfilm)
- 2013: Three uses of a knife (Experimentalfilm)
- 2014: Station 34 – Onkologie (Kurzdokumentation)
- 2015: Präsenzlücke (Kurzfilm)
- 2017: Rakete Perelman (Spielfilm)
- 2018: Klicknapped (Webserie)
- 2020: Blühende Landschaften (Dokumentarfilm)

## Auszeichnungen und Nominierungen
- 2013: Nominierung für den Jury-Preis in der Kategorie Deutscher Wettbewerb beim Internationalen Kurzfilm-Festival Hamburg für Der Postbote
- 2013: Lobende Erwähnung beim Deutschen Kamerapreis im Wettbewerb 3030 für Three uses of a knife
- 2014: Nominierung für den Preis Bester Deutscher Kurzfilm bei der Regensburger Kurzfilmwoche für Der Postbote
- 2015: Nominierung für den Preis Bester Kurzfilm beim Filmfestival Max Ophüls Preis für Präsenzlücke
- 2016: Gewinner des Förderpreises Prix de la jeune création cinématographique germanophone in der Kategorie Bester deutschsprachiger Kurzfilm beim französischen Filmfestival Festival International du Film d'Aubagne für Präsenzlücke
- 2017: Nominierung für den Max-Ophüls-Preis in der Kategorie Bester Spielfilm beim Filmfestival Max Ophüls Preis für Rakete Perelman
- 2017: Nominierung für den Preis Bester Spielfilm beim 13. achtung berlin Filmfestival für Rakete Perelman
- 2017: Nominierung für den Preis Fliegender Ochse beim Filmkunstfest Mecklenburg-Vorpommern für Rakete Perelman
- 2017: Nominierung für den Preis Bester Spielfilm beim französischen Festival international du film d'Aubagne für Rakete Perelman